# Пойнт-Лей (Аляска)
Пойнт-Лей (англ. Point Lay) — статистически обособленная местность в боро Норт-Слоп, штат Аляска, США.

## География
Площадь города составляет 89 км², из которых 79 км² — суша и 10 км² — открытые водные пространства. Пойнт-Лей расположен на берегу лагуны Касегалук, отделённой от Чукотского моря группой барьерных островов, недалеко от устья реки Коколик. До 1970-х годов населённый пункт находился на барьерном острове, но затем был перенесён на материк.

## Население
По данным переписи 2000 года население города составляло 247 человек. Расовый состав: коренные американцы — 82,59 %; белые — 11,34 %; азиаты — 0,40 % и представители двух и более рас — 5,67 %.
Из 61 домашних хозяйств в 50,8 % — воспитывали детей в возрасте до 18 лет, 45,9 % представляли собой совместно проживающие супружеские пары, в 18,0 % семей женщины проживали без мужей, 24,6 % не имели семьи. 23,0 % от общего числа семей на момент переписи жили самостоятельно, при этом 1,6 % составили одинокие пожилые люди в возрасте 65 лет и старше. В среднем домашнее хозяйство ведут 3,93 человек, а средний размер семьи — 4,57 человек.
Доля лиц в возрасте младше 18 лет — 46,2 %; лиц старше 65 лет — 2,8 %. Средний возраст населения — 21 год. На каждые 100 женщин приходится 135,2 мужчин; на каждые 100 женщин в возрасте старше 18 лет — 133,3 мужчин.

## Экономика и транспорт

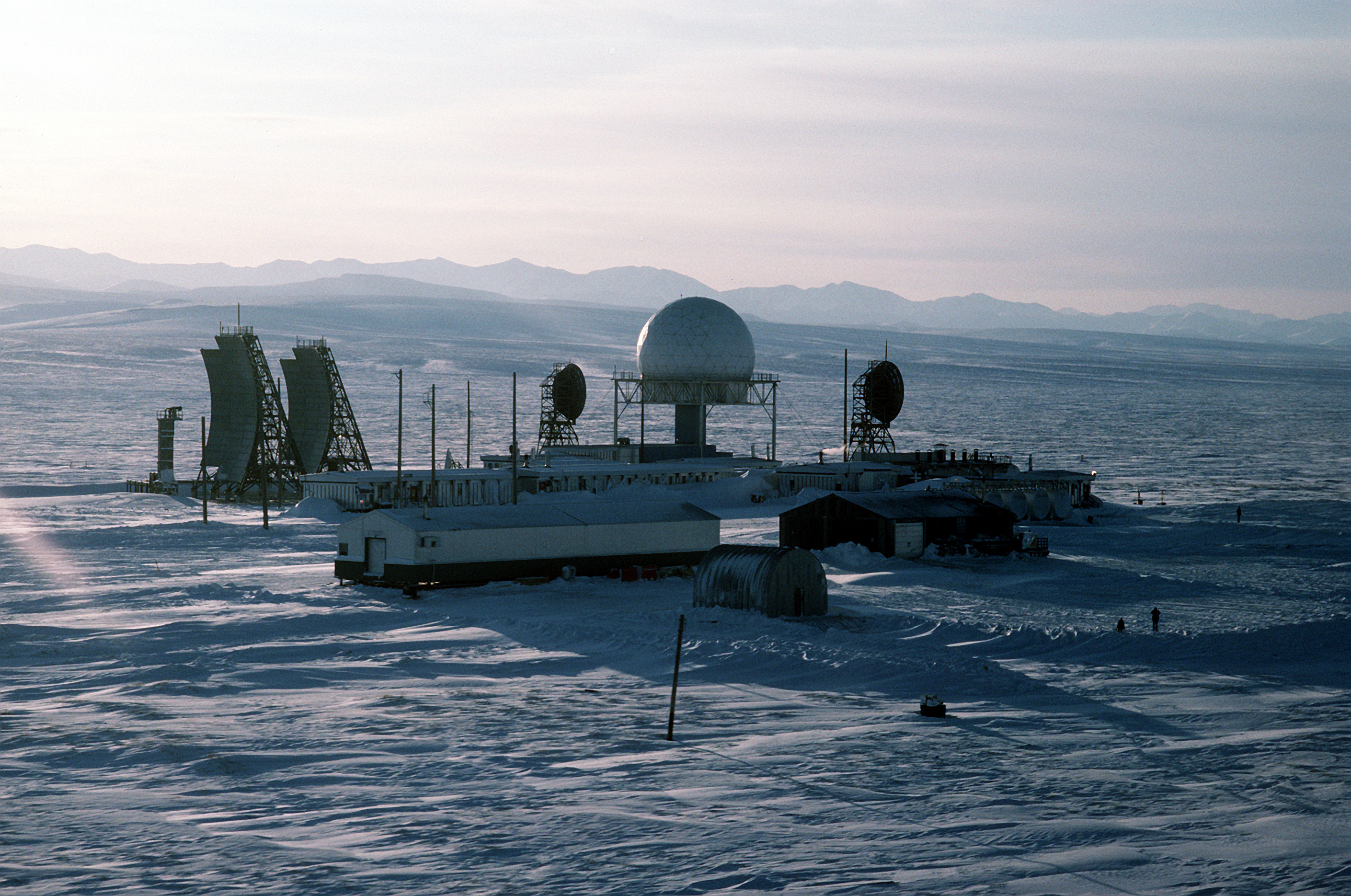
Бывшая радиолокационная станция в Пойнт-Лей (в настоящее время демонтирована)

Средний доход на совместное хозяйство — $68 750; средний доход на семью — $75 883. Средний доход на душу населения — $18 003. Около 11,4 % семей и 7,4 % жителей живут за чертой бедности.
Ранее вблизи Пойнт-Лей располагалась радиолокационная станция, которая являлась частью Линии «Дью», созданной во времена Холодной войны для обнаружения наступающих советских бомбардировщиков. Станция была выведена из эксплуатации в течение 1990-х годов, а радары были демонтированы между 2004 и 2006 годами.
Населённый пункт обслуживается аэропортом Пойнт-Лей.